# Jesús T. Piñero

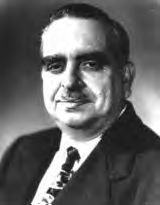
Jesús Toribio Piñero

Jesús Toribio Piñero (* 6. April 1897 in Carolina, Puerto Rico; † 16. November 1952 in Loiza, Puerto Rico) war der erste Puerto-Ricaner, der von der US-Regierung zum Gouverneur seiner Heimat ernannt wurde.

## Leben
Als Sohn einer reichen Familie absolvierte Piñero seine Schulausbildung in seiner Heimatstadt. Er schloss 1914 sein Studium an der Artistenfakultät der University of Puerto Rico ab. Er studierte außerdem Ingenieurwissenschaft an der University of Pennsylvania in Philadelphia. Von 1920 bis 1944 arbeitete Piñero im Milchgeschäft und im Anbau von Zuckerrohr. Er interessierte sich immer für die landwirtschaftliche Entwicklung Puerto Ricos, was ihn auch zum Engagement in der Politik veranlasste.

### Politik
Er war von 1928 bis 1932, als die Regierung Puerto Ricos noch von den Vereinigten Staaten bestimmt wurde, Präsident der Gemeindeversammlung von Carolina. In den folgenden vier Jahren war der Präsident des Verbandes der Zuckerrohr-Industrie und gehörte dem Repräsentantenhaus von Puerto Rico an. Im Jahr 1938 gründete Piñero zusammen mit Luis Muñoz Marín die Partido Popular Democrático. Die Partei ernannte ihn zum Resident Commissioner von Puerto Rico, womit er die Insel als Delegierter im Repräsentantenhaus der Vereinigten Staaten in Washington, D.C. vertrat. Dabei besaß er jedoch kein Wahlrecht. Im Jahr 1946 ernannte US-Präsident Harry S. Truman ihn zum Nachfolger des seit 1941 amtierenden Gouverneurs Rexford Tugwell. Piñero war der erste Einheimische in diesem Amt, das er bis 1949 innehatte. Dann entschied Luis Muñoz Marín die erste Wahl in Puerto Rico für sich.

### Tod
Piñero starb am 16. November 1952 in Loiza und wurde in seiner Heimatstadt Carolina beerdigt. Zu seinen Ehren wurden eine High School und eine Hauptstraße in San Juan nach ihm benannt. Am Ortseingang seiner Heimatstadt errichtete der Bildhauer Jose Buscaglia Guillermety eine Statue, die ihn darstellt.